# Perulibatrachus elminensis
Perulibatrachus elminensis är en fiskart som först beskrevs av Bleeker, 1863.  Perulibatrachus elminensis ingår i släktet Perulibatrachus och familjen paddfiskar. Inga underarter finns listade i Catalogue of Life.